# نصاب‌الصبیان
نصاب‌الصّبیان کتابی به شکل نظم اثر ابونصر فراهی است که در آن برابر فارسی بسیاری از واژه‌های عربی را بیان کرده است.

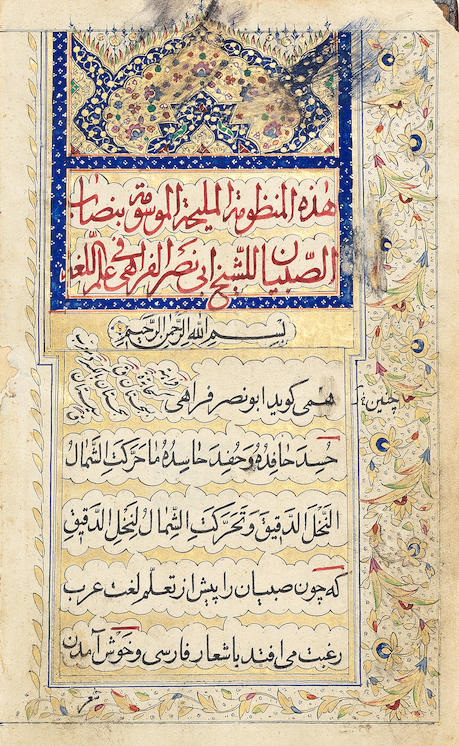
نگاره‌ای از نسخهٔ خطی کتاب «نصاب الصبیان»

### نام‌گذاری
نصاب الصبیان همانگونه که از نام آن بر می‌آید در اصل برای آموزش کودکان نوشته شده اما برای هر کسی که خواهان یادگیری عربی باشد مفید است.
این منظومه با هر واژه عربی یا چند مترادف عربی یک واژه فارسی یا مترادف آن را همراه دارد. علاوه براین مصنّف نام ماه‌های عربی و ایرانی و رومی و ترکی، و اطلاعاتی دربارهٔ اموری از قبیل زنان پیغمبر و فرزندان او دوازده امام و امثال اینها را در آن کتاب به نظم کشیده و در آخر آن آورده است.
مؤلف در سدهٔ هفتم هجری به فرمان نظام‌الملک حسن وزیر بهرامشاه این کتاب را نوشته است.

### شرح
بر «نصاب الصبیان» شروح بسیار نوشته شده از جمله می‌توان شرح «ریاض الفتیان» ابن حسام خوسفی در نیمهٔ نخست سدهٔ هشتم، شرح «رافع  النصاب» از احمد بن الفقیه (۸۱۸)، « کنزالفنون» از یک دانشمند در هند در سدهٔ یازدهم را نام برد.
نسخه ویراسته علامه حسن‌زاده، در محرم الحرام ۱۳۷۴، توسط کتاب‌فروشی اسلامیه، چاپ و منتشر شد.